# Onomastica Akan
L'onomastica Akan è il sistema tradizionale di denominazione dei neonati in dialetto twi utilizzato dal popolo Akan in Ghana, in alcune aree della Costa d'Avorio, del Togo e del Burkina Faso; è diffuso anche in alcuni paesi caraibici, a causa della diaspora e delle deportazioni dall'Africa Occidentale tra il XVIII e il XIX secolo.

## Attribuzione del nome
Nella società Akan l'attribuzione del nome dipende in primo luogo dal giorno della settimana in cui si nasce. Infatti, a ogni giorno è dedicato il culto di una divinità, il cui influsso incide sull'intima essenza delle persone. Il primo nome scelto secondo tale sistema si chiama dunque kradin in dialetto twi, ossia "nome dell'anima" (day-name in inglese). Quest'ultimo è preceduto o seguito da uno o più nomi dalla valenza simbolica, affettiva, descrittiva o pratica in base alla storia della famiglia e alla sua posizione sociale.
A titolo di esempio, un bambino può essere chiamato Kwaku (maschio nato di mercoledì) Nyamekye (donato da Dio) Nsia (sesto figlio) Kaakyre (ultimo figlio). Una bambina può chiamarsi Ama (femmina nata di sabato) Kakraba (sorella gemella maggiore).
L'insieme dei nomi attribuiti a una persona corrisponde al suo din pa, cioè il vero nome, univoco, legato al suo spirito e al suo destino (nkrabea). Per questo il kradin può essere variato solo in ossequio a un parente stretto, soprattutto se di rango elevato, oppure come tributo a una persona particolarmente importante per il nucleo familiare, come un benefattore o un'amicizia fraterna. In tal caso, la variazione viene determinata anche dal fatto che il kradin del nascituro male si associa ai prenomi della persona a cui si rende omaggio.
Come eredità del colonialismo e conseguenza delle emigrazioni verso l'Occidente si è diffuso l'uso di attribuire al neonato un nome inglese o francese, spesso di matrice biblica (per esempio Elijah Kofi Amoah o Mary Ama Ofori). Si tratta di un costume simile a quello dei musulmani, i quali tradizionalmente si ispirano all'onomastica coranica (Kwabena Amadu o Abena Rahmatu). Nel caso dei musulmani di etnia Fanti, invece, spesso coesistono nomi inglesi e coranici, per esempio Peter Kofi Alhassan.

### Ikradin
Come accade in altre culture, per gli Akan i giorni della settimana contengono il nome (din) della divinità (bosom) a cui sono stati consacrati: per esempio, Ɛbenada  è il giorno (εda) dedicato al culto di Bena. Di conseguenza, si ritiene che il giorno in cui si nasce influenzi l'anima (kra) delle persone.
| Giorno della settimana | Twi      | Twi       | Fante                     | Fante         | Divinità (Abosom) | Caratteristiche della divinità |
| Giorno della settimana | Maschile | Femminile | Maschile                  | Femminile     | Divinità (Abosom) | Caratteristiche della divinità |
| ---------------------- | -------- | --------- | ------------------------- | ------------- | ----------------- | ------------------------------ |
| Kwasiada (Domenica)    | Kwasi    | Akosua    | Awusi                     | Akosua / Esi  | Agile             | Awusi - Agile                  |
| Ɛdwoada (Lunedì)       | Kwadwo   | Adwoa     | Kojo / Jojo               | Adwoa         | Adwo              | Adwo - Pacifico                |
| Ɛbenada (Martedì)      | Kwabena  | Abena     | Kobina / Ebo / ** Kwamena | Abenaa/Araba  | Abena             | Abra - Amichevole              |
| Wukuada (Mercoledì)    | Kwaku    | Akua      | Kweku / Kuuku             | Ekua / Kuukua | Aku               | Aku - Malvagio                 |
| Yawoada (Giovedì)      | Yaw      | Yaa       | Ekow                      | Aba           | Awo               | Awo - Coraggioso               |
| Efiada (Venerdì)       | Kofi     | Afia      | Kofi / Fiifi / Fi         | Efua/Efe      | Afi               | Afi - Avventuroso              |
| Memeneda (Sabato)      | Kwame    | Ama       | Kwame / Kwamina / Ato     | Ama           | Amen              | Amen - Creatore                |

Fra i discendenti degli Ndyuka e dei Coromanti - gli schiavi deportati dall'antica Costa d'oro verso i paesi caraibici, come la Giamaica - è tuttora frequente l'uso di nomi legati ai giorni della settimana, sebbene talvolta siano trascritti e pronunciati in modo dissimile dagli originali; alcuni esempi sono Affoué (anziché Afia), Cuffee e Cuffy (Kofi), Quao (Yao), Quamina (Yaa).
| Giorno della settimana | Diaspora Akan in Giamaica | Diaspora Akan in Giamaica | Ndyuka                              | Ndyuka             |
| Giorno della settimana | Maschile                  | Femminile                 | Maschile                            | Femminile          |
| ---------------------- | ------------------------- | ------------------------- | ----------------------------------- | ------------------ |
| Domenica               | Quashie                   | Quasheba                  | Kwasi                               | Kwasiba            |
| Lunedì                 | Cudjoe / Quajo            | Adjoa / Ajuba / Juba      | Kodyo                               | Adyuba             |
| Martedì                | Quabena                   | Abena / Bena              | Abeni                               | Abeni              |
| Mercoledì              | Quaco                     | Aqua / Acooba / Cooba     | Koku / Kokou / Kweku / Kaku / Kuuku | Akuba / Akú / Ekua |
| Giovedì                | Quaw / Quao               | Aba / Yaaba               | Yaw                                 | Yaba               |
| Venerdì                | Cuffy / Cuffee            | Afiba / Fiba              | Kofi                                | Afiba              |
| Sabato                 | Quame                     | Quamina / Ama             | Kwami                               | Amba               |

#### Nomi attribuiti ai gemelli e ai loro fratelli o sorelle
In caso di parto gemellare il primo nato è considerato il figlio minore, per questo si chiama "Kakra" in dialetto twi. Il secondo nato sarà chiamato "Panyin", cioè "maggiore, più grande". Tale distinzione nasce dalla credenza popolare secondo la quale il gemello maggiore, fisicamente più grande e forte, spingesse il minore al di fuori del grembo materno al momento della nascita. 
| Fratelli e sorelle          | Maschile    | Femminile      |
| --------------------------- | ----------- | -------------- |
| Gemelli (Entaafuo)          | Ata / Atta  | Ataa / Atta    |
| Primo nato (più giovane)    | Ata Kakra   | Kakra, Kakraba |
| Secondo nato (Più grande)   | Ata Panyin  | Ataa Panyin    |
| Terzo gemello               | Ahenesa     | Ahenesa        |
| Primo nato dopo i gemelli   | Tawia       | Tawia          |
| Secondo nato dopo i gemelli | Gaddo       | Nyankomago     |
| Terzo nato dopo i gemelli   | Atuakɔsεn   | Atuakɔsεn      |
| Quarto nato dopo i gemelli  | Abobakorowa | Abobakorowa    |
| Sesto nato dopo i gemelli   | Damusaa     | Damusaa        |

#### Nomi in ordine di nascita
Nelle famiglie numerose il nome dei figli può designare l'ordine in cui sono nati. Si ricorre a tale denominazione anche nel caso in cui due o più figli dello stesso sesso siano nati nel medesimo giorno. Piesie e Kaakyire sono usati anche come aggettivi che indicano rispettivamente il primo e l'ultimo figlio.
| Ordine                 | Maschile            | Femminile              | Varianti                               |
| ---------------------- | ------------------- | ---------------------- | -------------------------------------- |
| Primo figlio           | Piesie              | Piesie                 | Berko, Arko, Dede, Dedei, Abaka, Kande |
| Secondo figlio         | Ano, Manu           | Maanu                  |                                        |
| Terzo figlio           | Mεnsa, Mensah, Ansa | Mansa                  |                                        |
| Quarto figlio          | Anan, Annan         | Anan, Anane            |                                        |
| Quinto figlio          | Num, Anum           | Anum                   |                                        |
| Sesto figlio           | Esia, Nsia          | Esia, Nsia             | Essien                                 |
| Settimo figlio         | Nson, Esuon         | Nswaa, Ason            | Esson, Ansong                          |
| Ottavo figlio          | Nwɔtwe              | Awotwe                 | Awotwie                                |
| Nono figlio            | Akron, Nkroma       | Nkroma, Nkrumah, Akunu | Ackon                                  |
| Decimo figlio          | Badu                | Baduwaa                |                                        |
| Undicesimo figlio      | Duku                | Duku                   |                                        |
| Dodicesimo figlio      | Adunu               | Adunu                  |                                        |
| Tredicesimo figlio     | Adusa               | Adusa                  |                                        |
| Quattordicesimo figlio | Agyeman             | Agyeman                |                                        |
| Ultimo figlio          | Kaakyire            | Kaakyire               |                                        |

#### Nomi attribuiti in circostanze e condizioni eccezionali o particolari
In caso di parti avvenuti dopo una gravidanza difficile, dopo numerosi aborti o morti precoci, i genitori scelgono nomi scaramantici, persino beffardi o ridicoli per allontanare lo spettro della morte e distrarre gli spiriti maligni. Altri nomi descrivono il contesto ambientale o lo stato emotivo in cui viveva la famiglia durante l'attesa del bambino.
| Circostanza                                                                   | Nome                        | Significato del nome                                |
| ----------------------------------------------------------------------------- | --------------------------- | --------------------------------------------------- |
| Nato/a in mezzo ai campi                                                      | Afuom                       | La fattoria                                         |
| Nato/a per strada                                                             | Ɔkwan                       | La strada                                           |
| Nato/a durante la guerra                                                      | Bekoe, Bediako              | In tempo di guerra                                  |
| Nato/a in condizioni liete                                                    | Afriyie o Afriye            | Apparso/a bene (lett.), arrivata nel momento giusto |
| Nato/a prematuro/a o malato/a, dopo anni di infertilità o da genitori anziani | Nyamékyε                    | Dono di Dio                                         |
| Nato/a prematuro/a o malato/a, dopo anni di infertilità o da genitori anziani | Nyaméama                    | Dono di Dio                                         |
| Nato/a prematuro/a o malato/a, dopo anni di infertilità o da genitori anziani | Kunsu, Gyambibi, Gare, Firi | Dono di una divinità                                |
| Nato/a prematuro/a o malato/a, dopo anni di infertilità o da genitori anziani | Asaaseasa                   | È finito il terreno (per la sepoltura)              |
| Nato/a prematuro/a o malato/a, dopo anni di infertilità o da genitori anziani | Nhyira                      | Benedizione                                         |
| Nato/a prematuro/a o malato/a, dopo anni di infertilità o da genitori anziani | Aseda                       | Grazie, grazie a Dio                                |
| Nato/a dopo la morte di un genitore                                           | Anto, Antobam, Antobre      | Non lo ha incontrato/a                              |
| Nato/a dopo la morte di un genitore                                           | Adiyaa                      | Ha patito un dolore                                 |
| Nato/a dopo la morte di un genitore                                           | Kunto                       | Suo padre è morto in battaglia                      |
| Rifiutato/a dal padre                                                         | Obím̀pέ, Yεmpέw              | Indesiderato                                        |
| Situazione di tensione o problematica nell'ambiente di riferimento            | Agyegyesem                  | Guerrafondaio, combinaguai                          |
| Situazione di tensione o problematica nell'ambiente di riferimento            | Nyasemwhe                   | Mettiti nei guai e poi vedi                         |
| Situazione di tensione o problematica nell'ambiente di riferimento            | Kaedabi                     | Ricorda il passato                                  |
| Sopravvissuto/a alla morte                                                    | Owuompe, Awomawu            | La morte non lo vuole                               |

#### Ikradindelle divinità
Il nome indigeno del Dio precristiano adorato dagli Akan è Onyamkopɔn (anche Onyame o Nyame). Egli è considerato la massima entità spirituale, di sesso maschile, dimorante in cielo e creatasi di sabato: il suo kradin è Kwame. Stante la sua natura straordinaria e ultraterrena, il suo nome non viene mai pronunciato da solo bensì accostato a numerosi appellativi come Oboo Adee Kwame (il Creatore), Twieduampong Kwame (l'Onnipotente), Ode ne ho Kwame (Colui che si è creato da solo), Osoro hene Kwame (Re dei cieli), Ɔdomankoma Kwame (Colui che concede la grazia).
Gli Akan identificano la Terra (asaase) come la divinità femminile per eccellenza, creata da Dio di giovedì: Asaase Yaa.

### Il cognome
Contrariamente a quanto accade generalmente in Occidente, dove il riconoscimento del figlio è sancito dalla registrazione anagrafica del cognome dei genitori, il legame tra un bambino Akan e la sua famiglia si perfeziona ufficialmente quando il padre ne annuncia il nome alla comunità.
Nelle società patriarcali l'abusyadin (nome di famiglia) si trasmette di padre in figlio, previa consultazione con la famiglia e la coniuge.
Il professor Kofi Agyekum della University of Ghana ritiene che studiando alcuni cognomi si possa risalire ai dodici clan patriarcali degli Akan, ciascuno dei quali votato a una divinità, come si evince dal morfema ricorrente bosom, “divinità”: Bosommuru, Bosompra, Bosomtwe, Bosomnketia, Bosompo, Bosomdwerεbe, Bosomkrεte, Bosomafi, Bosomayesu, Bosomakɔm, Bosomakonsi, Bosomafram e Bosomsika.
Nondimeno, a eccezione delle famiglie nobili e più antiche, l'attribuzione del cognome non è automatica né lineare. Il padre può infatti scegliere il cognome dal proprio ramo paterno o materno, oppure dare al figlio il nome e il cognome di un individuo importante. Se per una bambina si sceglie il nome di un uomo, lo si può declinare al femminile con suffissi quali -waa, -maa, -bea o -ba (per esempio se il cognome è Ofori diventerà Oforiwaa al femminile). In altri casi i cognomi riconducono al luogo di nascita (Kumasi) o all'etnia (Asante, Dagarti). Possono derivare anche dal soprannome attribuito al capostipite di una famiglia che si è distinto per il proprio valore, come nel caso di Osei (“il distruttore”), Osafo e Kantaka (“combattenti”).
L'armonizzazione dei cognomi avviene principalmente per motivi burocratici (iscrizione a scuola, norme giuridiche estere, ricongiungimento familiare all'estero). La prassi di indicare il cognome paterno sui documenti ufficiali risente dell'influenza occidentale. Per lo stesso motivo è ormai prassi indicare, oltre al cognome, solo i nomi occidentali o coranici sui documenti ufficiali, mentre quelli tradizionali sono usati in ambito familiare o informalmente sul luogo di lavoro.

## OutdooringeAbadinto
Secondo la tradizione, i neo-sposi rimangono ciascuno nella casa di origine finché non sono in grado di acquistare, costruire o affittare un loro alloggio. Tuttora in zone rurali e fortemente ortodosse, la vita in comune è limitata al tempo libero, ai pasti e all'intimità. Dopo il parto la donna torna nella casa dei propri genitori con il neonato, anche per poter godere del sostegno delle figure femminili di riferimento. Durante i primi sette giorni della sua vita il neonato viene esposto raramente al mondo esterno, soprattutto prima dell'alba e dopo il tramonto, per tutelarlo dagli agenti atmosferici e dai possibili influssi negativi degli spiriti malvagi. In questo periodo il bambino non ha un nome che lo leghi alla vita terrena, poiché potrebbe tornare nell'aldilà (Asamando). Tale tradizione si è consolidata probabilmente per l'elevato tasso di mortalità infantile nei primissimi giorni di vita e per ridurre il trauma del distacco.
All'alba dell'ottavo giorno si celebra l'outdooring (dall'inglese outdoor), ossia il primo giorno in cui il bambino esce di casa, si presenta e gli viene presentato il mondo esterno.
Due parenti paterni si recano nella casa, versano due bicchierini di distillato in onore della madre Terra, pronunciano frasi rituali di benvenuto e augurio, poi conducono la madre e il bambino verso la casa paterna, dove si ripete il rituale.
Il bambino, vestito di bianco come sua madre, viene adagiato su un cuscino. Per tre volte uno dei due parenti intinge il dito in un bicchierino di distillato (in genere gin o akpeteshie) e lo poggia sulla lingua del bambino. L'operazione si ripete con dell'acqua. Nel corso del rito si pronunciano le seguenti frasi: "Se questa è distillato, che sia distillato" e "Se questa è acqua, che sia acqua". Assaggiando i due sapori in antitesi, il bambino entra in contatto con il bene e il male, con la verità e la menzogna.
La cerimonia prosegue trasferendo il neonato su una stuoia. Se si tratta di un maschio, si poggerà nella sua mano una sciabola, in quanto da adulto sarà chiamato a difendere la propria famiglia. Se si tratta di una bambina, l'oggetto simbolico sarà una scopa, come futuro impegno a curare la prole, la casa e i campi. Secondo la tradizione, come auspicio di fertilità, la bambina deve essere coperta brevemente da una zucca, oppure si deve sospendere una cesta sul suo corpo.
Dopo l'outodooring segue la cerimonia dell'abadinto o dinto (lett. "lanciare il nome al bambino"), cioè l'attribuzione del nome che finalmente si lega all'anima del bambino. Pur trattandosi di due cerimonie distinte, la brevità e gli elementi in comune spingono molte famiglie odierne a fissarle lo stesso giorno.
Poiché la responsabilità del nome ricade sul padre, saranno i suoi parenti a prendere in braccio il bambino e ad annunciarne il legame definitivo con il mondo, presentandolo alla Terra, al Cielo, alle divinità (abosom) e agli spiriti degli avi (Nananom Nsamanfo).
Infine, si procede con la circoncisione dei maschi e la foratura dei lobi delle bambine, a cui seguono un bagnetto rituale.
La giornata celebrativa si conclude con un lauto banchetto.

## Persone
Tra le figure di spicco secondo vi sono:
Donne nate di lunedì:
- Adwoa Aboah, modella e attivista britannica
- Adjoa Andoh, attrice britannica
- Adwoa Smart, attrice ghanese
- Adjoa Bayor, calciatore ghanese
- Adwoa Yamoah, cheerleader canadese

Uomini nati di lunedì
- Kwadwo Adjei-Darko, politico ghanese ed ex ministro delle Miniere
- Kwadwo Afari-Gyan, politologo ghanese e amministratore elettorale
- Kwadwo Ani, pittore ghanese
- Kwadwo Asamoah, calciatore ghanese della Juventus
- Kwadwo Baah Wiredu, politico ghanese
- Kwadwo Boahen, calciatore canadese
- Kwadwo Boakye Djan, organizzatore del colpo di Stato in Ghana del 1979
- Kwadwo Osseo-Asare, scienziato dei materiali americano nato in Ghana
- Kwadwo Poku, calciatore ghanese
- Osei Kwadwo, re Ashanti della fine del XVIII secolo
- Yasmin Kwadwo, atleta tedesca
- Stormzy (Michael Ebenezer Kwadjo Omari Owuo Jr.), rapper, cantante e cantautore inglese-ghanese
- Cudjoe Kazoola Lewis, terzo e ultimo sopravvissuto adulto alla tratta atlantica degli schiavi tra Africa e Americhe
- Cudjoe, leader jamaicano
- Kojo Laing, romanziere e poeta ghanese
- Kojo Mensah, cestista ghanese
- Edward Kojo Duncan-Williams, politico ghanese

Donne nate di martedì:
- Abena Amoah, banchiere e consulente finanziario ghanese
- Abena Appiah, cantante, modella e reginetta di bellezza ghanese-americana
- Abena Osei Asare, politico ghanese
- Abena Brigidi, analista di investimenti, autrice e oratrice ghanese
- Abena Joan Brown, imprenditrice americana, produttrice teatrale e mecenate
- Abena Busia, scrittrice e poetessa ghanese
- Abena Dugan, sostenitrice ghanese dei diritti dei giovani e delle pari opportunità
- Abena Malika, attrice, cantante e DJ canadese
- Abena Durowaa Mensah, politico ghanese
- Abena Oduro, economista ghanese
- Abena Oppong-Asare, politico del Partito Laburista Britannico
- Abena Osei-Poku, dirigente aziendale ghanese
- Abena Rockstar, rapper e cantautore ghanese
- Abena Takyiwa, politico ghanese

Uomini nati di martedì:
- Kwabena Agouda, attaccante del calcio ghanese
- Kwabena Bediako, chimico afroamericano
- Kwabena Joetex Asamoah Frimpong, calciatore ghanese
- Kwabena Darko, uomo d'affari e politico ghanese
- Kwabena Frimpong-Boateng, chirurgo cardiovascolare ghanese
- JH Kwabena Nketia, etnomusicologo e compositore ghanese
- Roi Kwabena, antropologo culturale trinidadese
- William Kwabena Tiero, calciatore ghanese
- Kwabena Boahen, professoressa ghanese-americana di bioingegneria alla Stanford University
- Dylan Kwabena Mills, meglio conosciuto Dizzee Rascal, artista grime e hip-hop britannico
- Kwabs (Kwabena Adjepong), cantautore britannico

Donne nate di mercoledì:
- Akua Sakyiwaa Ahenkorah, diplomatico ghanese
- Akua Anokyewaa, calciatore ghanese
- Akua Asabea Ayisi, giudice dell'Alta Corte ghanese, giornalista e femminista
- Akua Sena Dansua, consulente ghanese per i media e la comunicazione, politico e esperto di governance e leadership
- Akua Donkor, politico ghanese, fondatore e leader del Ghana Freedom Party
- Akua Lezli Hope, artista, poeta e scrittore afroamericano
- Akua Kuenyehia, avvocato ghanese
- Akua Naru, rapper/MC hip hop
- Akua Njeri, scrittore e attivista americano
- Akua Obeng-Akrofi, velocista ghanese
- Hilda Akua, modella ghanese e detentrice del titolo di campione di concorsi di bellezza

Uomini nati di mercoledì:
- Kwaku Boateng, saltatore in alto canadese
- Kwaku Sakyi Addo, giornalista radiofonico ghanese
- Kwaku Alston Fotografo americano
- Kwaku Manu, attore ghanese
- Kwaku Sintim Misa, attore ghanese
- Kwaku Duah, ottavo re del regno Ashanti
- Kwaku Karikari, calciatore ghanese  (Anthony)
- Rebop Kwaku Baah, percussionista ghanese
- Kwaku, eroe nazionale di Antigua e Barbuda

Donne nate di giovedì:
- Yaa Asantewaa, regina madre Ashanti e leader militare ribelle
- Yaa Avoe, calciatore ghanese
- Yaa Gyasi, scrittrice ghanese-americana
- Yaa Yaa, cantautrice, artista discografica e attrice ghanese
- Maame Yaa Tiwaa Addo-Danquah, comandante del comando e dello staff della polizia del Ghana
- Phillippa Yaa de Villiers, scrittrice e artista sudafricana

Uomini nati di giovedì:
- Yaw Antwi, calciatore ghanese
- Yaw Amankwah Mireku, calciatore ghanese
- Yaw Asante, calciatore ghanese
- Yaw Berko, calciatore ghanese
- Yaw Danso, calciatore ghanese
- Yaw Fosu-Amoah, saltatore in lungo sudafricano
- Yaw Frimpong, calciatore ghanese
- Yaw Ihle Amankwah, calciatore ghanese
- Yaw Osafo-Marfo, politico ghanese
- Yaw Osene-Akwah, attivista giovanile ghanese, membro fondatore della Okyeman Youth Association e Okyeman Youth for Development  ** Yaw Preko, ex calciatore ghanese
- Yaw Tog, rapper ghanese
- George Yaw Boakye, aviatore e politico ghanese
- Eugene Yaw, politico statunitense
- Joachim Yaw, ex calciatore ghanese
- Lawrence Henry Yaw Ofosu-Appiah, accademico ghanese e direttore dell'Enciclopedia Africana
- Nana Yaw Konadu Yeboah, pugile ghanese ed ex campione del mondo
- Nicholas Yaw Boafo Adade, ex giudice della Corte Suprema ghanese
- Paul Yaw Addo, calciatore ghanese
- Samuel Yaw Adusei, politico ghanese
- William Yaw Obeng, ex attaccante ghanese di football americano

Donne nate di venerdì:
- Afia Charles, velocista antiguo-barbudana
- Afia Masood, personaggio immaginario di EastEnders
- Afia Nathaniel, regista pakistana
- Afia Pokua, personalità dei media ghanese
- Afia Schwarzenegger, personalità dei media ghanesi
- Afia Amankwaah Tamakloe, personaggio televisivo e radiofonico ghanese, giornalista e difensore della salute
- Afua Adwo Jectey Hesse, chirurga pediatrica ghanese ed ex presidente della Medical Women's International Association
- Afua Bruce, ingegnere, dirigente informatico, professore e politico statunitense
- Afua Cooper, storico e poeta dub canadese
- Afua Hirsch, scrittore e conduttore radiofonico britannico
- Afua Kobi, asantehemaa dell'Impero Ashanti
- Afua Kuma, teologo orale ghanese
- Afua Osei, imprenditore e oratore pubblico statunitense, co-fondatore di She Leads Africa
- Afua Richardson, fumettista afroamericana nativa americana
- Efua Asibon, imprenditrice ghanese
- Efua Baker, cantautrice britannica ed esperta di fitness per celebrità, nata in Ghana
- Mama Efua, (Efua Dorkenoo), ghanese-britannica attivista contro le mutilazioni genitali femminili
- Efua Sutherland, drammaturga, regista, autrice di libri per bambini, poetessa e attivista culturale ghanese
- Efua Traoré, scrittrice nigeriano-tedesca

Uomini nati di venerdì:
- Osei Kofi Tutu I, uno dei fondatori dell'Impero di Ashanti
- John Kufuor, politico ghanese
- Kofi Abrefa Busia, politico ghanese
- Enoch Kofi Adu, calciatore ghanese
- Kofi Adu, comico e attore ghanese
- Kofi Amichia, giocatore di football americano
- Koffi Amponsah, calciatore ghanese
- Kofi Annan, segretario generale delle Nazioni Unite
- Kofi Ansah, stilista ghanese
- Kofi Baah, calciatore professionista ghanese
- Kofi Balmer, calciatore professionista nordirlandese
- Kofi Burbridge, musicista americano
- Kofi Cockburn, cestista giamaicano
- Kofi Esaw, politico e diplomatico togolese
- Kofi Jantuah, pugile professionista ghanese
- Kofi Karikari, nono re Ashanti
- Kofi Kayiga, (anche noto come Ricardo Wilkins), artista di origine giamaicana
- Kofi Asante Ofori-Atta, politico ghanese
- Kofi Amoah Prah, ex saltatore in lungo tedesco di origine ghanese
- Kofi Sarkodie, giocatore di calcio della Major League americana
- Kofi Kingston, wrestler professionista ghanese-americano

Donne nate di sabato:
- Ama Benyiwa Doe, politica ghanese
- Ama K. Abebrese, attrice, presentatrice televisiva e produttrice ghanese

Uomini nati di sabato:
- Kwamé, rapper statunitense
- Kwame Alexander, scrittore statunitense
- Kwame Ampadu, calciatore irlandese
- Kwame Anthony Appiah, filosofo ghanese-britannico specializzato in semantica e razzismo
- Kwame Awuah, calciatore canadese
- Kwame Brown, ex cestista statunitense
- Kwame R. Brown, politico statunitense
- Kwame Dawes, poeta ghanese, caporedattore della rivista letteraria Prairie Schooner
- Kwame Evans Jr., cestista statunitense
- Kwame Harris, ex giocatore di football americano
- Kwame Holman, produttore, corrispondente e corrispondente congressuale statunitense
- Kwame Kenyatta, politico statunitense
- Kwame Kilpatrick, politico statunitense
- Kwame Nkrumah, politico ghanese, panafricanista, primo presidente del Ghana
- Kwame Onwuachi, chef americano
- Kwame Raoul, procuratore generale dell'Illinois
- Kwame Somburu, attivista politico socialista americano
- Kwame Tucker, giocatore di cricket delle Bermuda
- Kwame Ture, attivista per i diritti civili americano
- Kwame Vaughn, cestista americano
- Kwamena Bartels, politico ghanese
- Kwamena Ahwoi, politico ghanese
- Kwamina Ropapa Mensah, calciatore ghanese  Osei
- Kwame Panyin, leader della Confederazione Ashanti del XVIII secolo
- Paul Kwame, calciatore ghanese
- Thatboykwame (Rich Kwame Amevor), rapper e produttore australiano

Donne nate di domenica:
- Akosua Addai Amoo, giornalista sportivo ghanese
- Akosua Busia, attrice, regista, autrice e cantautrice ghanese
- Akosua Serwaa, mezzofondista ghanese
- Akosua Frema Osei Opare, politico ghanese
- Rebecca "Becca" Akosua Acheampomaa Acheampong, cantante, cantautrice e attrice ghanese
- Akosua Adoma Owusu, regista e produttore ghanese-americano
- Akosua Adomako Ampofo, accademico ghanese
- Akosua Agyapong, cantante highlife ghanese

Uomini nati di domenica:
- Mr. A.A.A (Akwasi Ampofo Adjei), musicista ghanese.
- Akwasi Afrifa, militare e politico ghanese
- Akwasi Dante Afriyie, politico ghanese
- Akwasi Antwi, calciatore canadese
- Akwasi Asante, calciatore olandese
- Akwasi Appiah, calciatore e allenatore ghanese
- Akwasi Bretuo Assensoh, accademico e giornalista ghanese
- Akwasi Boateng, politico ghanese
- Akwasi Evans, giornalista americano e attivista per i diritti civili
- Akwasi Fobi-Edusei, calciatore inglese
- Akwasi Oppong Fosu, politico ghanese
- Akwasi Frimpong, skeletonista, bobbista e velocista ghanese-olandese
- Akwasi Konadu, politico ghanese
- Akwasi Addo Alfred Kwarteng, politico britannico
- Akwasi Addai Odike, uomo d'affari e politico ghanese
- Akwasi Oduro, calciatore belga
- Akwasi Osei-Adjei, ghanese politico
- Akwasi Owusu-Ansah, giocatore di football americano
- Akwasi Owusu Afrifa-Mensa, politico ghanese
- Akwasi Sarpong, giornalista ghanese
- Akwasi Yeboah, cestista britannico
- Nana Akwasi Asare, calciatrore ghanese
- Blessing Akwasi Afrifah velocista israeliano

## Personaggi
Kwaku Ananse è il nome di un ragno (ananse, appunto) antropomorfo protagonista di fiabe e leggende ghanesi e caraibiche. Alcuni racconti mitologici identificano Ananse come una divinità, figlio della Asase Yaa.